# Čičarovce
Čičarovce este o comună slovacă, aflată în districtul Michalovce din regiunea Košice. Localitatea se află la altitudinea de 105 m deasupra n.m., se întinde pe o suprafață de 26,63 km2 și în 2017 număra 902 locuitori. Se învecinează cu Veľké Kapušany și Leles.

## Istoric
Localitatea Čičarovce este atestată documentar din 1263.

## Demografie
| An:                | 1994 | 2004    | 2014   | 2024   |
| ------------------ | ---- | ------- | ------ | ------ |
| Număr de persoane: | 732  | 852     | 901    | 928    |
| Diferență:         |      | +16,39% | +5,75% | +2,99% |

| An:                | 2023 | 2024   |
| ------------------ | ---- | ------ |
| Număr de persoane: | 930  | 928    |
| Diferență:         |      | −0,21% |